# Liga Sérvia de Basquetebol (segunda divisão) de 2019-20
A Temporada 2019-20 da segunda divisão da Liga Sérvia é a 14ª edição da competição secundária do basquetebol masculino da Sérvia segundo sua piramide estrutural. É organizada pela Košarkaškog Saveza Srbije (KSS) sob as normas da FIBA.

## Participantes
| Clube               | Cidade              | Arena                     | Capacidade |
| ------------------- | ------------------- | ------------------------- | ---------- |
| KKK Radnički        | Kragujevac          | Jezero Hall               | 3,750      |
| Sloga               | Kraljevo            | Kraljevo Sports Hall      | 3,350      |
| Proleter Naftagas   | Zrenjanin           | Crystal Hall              | 3,000      |
| Pirot               | Pirot               | Pirot Kej Hall            | 835        |
| Spartak             | Subotica            | Hala sportova Dudova suma |            |
| Mladost SP          | Smederevska Palanka | Vuk Karadžić School Hall  | 500        |
| Beovuk 72           | Belgrado            | Centro Esportivo Vizura   | 1 500      |
| Konstantin          | Niš                 | Čair Sports Center        | 4,000      |
| Fair Play           | Niš                 | OS Dusan Radovic          |            |
| Železničar Čačak    | Čačak               | Hala KK Borac Cacak       | 4,000      |
| Zdravlje            | Leskovac            | SRC Dubočica              | 3,600      |
| Sveti Đorđe         | Žitište             | OS Nikola Tesla           |            |
| Zemun Fitofarmacija | Belgrado            | Pinki Hall                | 5,000      |
| BKK Radnički        | Belgrado            | Slobodan Piva Ivkovic     |            |

## Classificação
Segundo o regulamento da competição, as duas equipes melhor classificadas são promovidos para a KLS. Das mesma forma os quatro derradeiros na tabela abrem vagas para a ascensão de outras quatro equipes oriundas da divisão regional (1.MRL).
| Pos. | Clube               | J  | V  | D  | P  | PTS/OPTS  | +/-  | Classificação           |
| ---- | ------------------- | -- | -- | -- | -- | --------- | ---- | ----------------------- |
| 1.   | KKK Radnički        | 21 | 19 | 2  | 40 | 2016/1626 | 390  | Promovidos para a KLS   |
| 2.   | Sloga               | 21 | 18 | 3  | 39 | 1753/1531 | 222  | Promovidos para a KLS   |
| 3.   | Pirot               | 21 | 15 | 6  | 36 | 1701/1599 | 102  |                         |
| 4.   | BKK Radnički        | 21 | 13 | 8  | 34 | 1797/1711 | 86   |                         |
| 5.   | Zemun Fitofarmacija | 21 | 13 | 8  | 34 | 1812/1774 | 38   |                         |
| 6.   | Mladost SP          | 21 | 12 | 9  | 33 | 1714/1692 | 22   |                         |
| 7.   | Spartak Subotica    | 21 | 10 | 11 | 31 | 1745/1792 | -47  |                         |
| 8.   | Proleter Naftagas   | 21 | 10 | 11 | 31 | 1548/1615 | -67  |                         |
| 9.   | Zdravlje            | 21 | 8  | 13 | 29 | 1748/1720 | 28   |                         |
| 10.  | Železničar Čačak    | 21 | 8  | 13 | 29 | 1651/1724 | -73  |                         |
| 11.  | Fair Play           | 21 | 7  | 14 | 28 | 1633/1780 | -147 | Rebaixados para a 1.MRL |
| 12.  | Konstantin          | 21 | 6  | 15 | 27 | 1540/1726 | -186 | Rebaixados para a 1.MRL |
| 13.  | Sveti Đorđe         | 21 | 6  | 15 | 27 | 1616/1728 | -112 | Rebaixados para a 1.MRL |
| 14.  | Beovuk 72           |    | 2  | 18 | 22 | 1526/1772 | -246 | Rebaixados para a 1.MRL |